# Courson-Monteloup
Courson-Monteloup là một xã ở tỉnh Essonne thuộc vùng Île-de-France miền bắc nước Pháp.
Theo điều tra dân số năm 1999, dân số xã này là 586 người. Ước tính dân số năm 2007 là 582.
Danh xưng cư dân địa phương Courson-Monteloup trong tiếng Pháp là Montelupins.